# Confit de pato

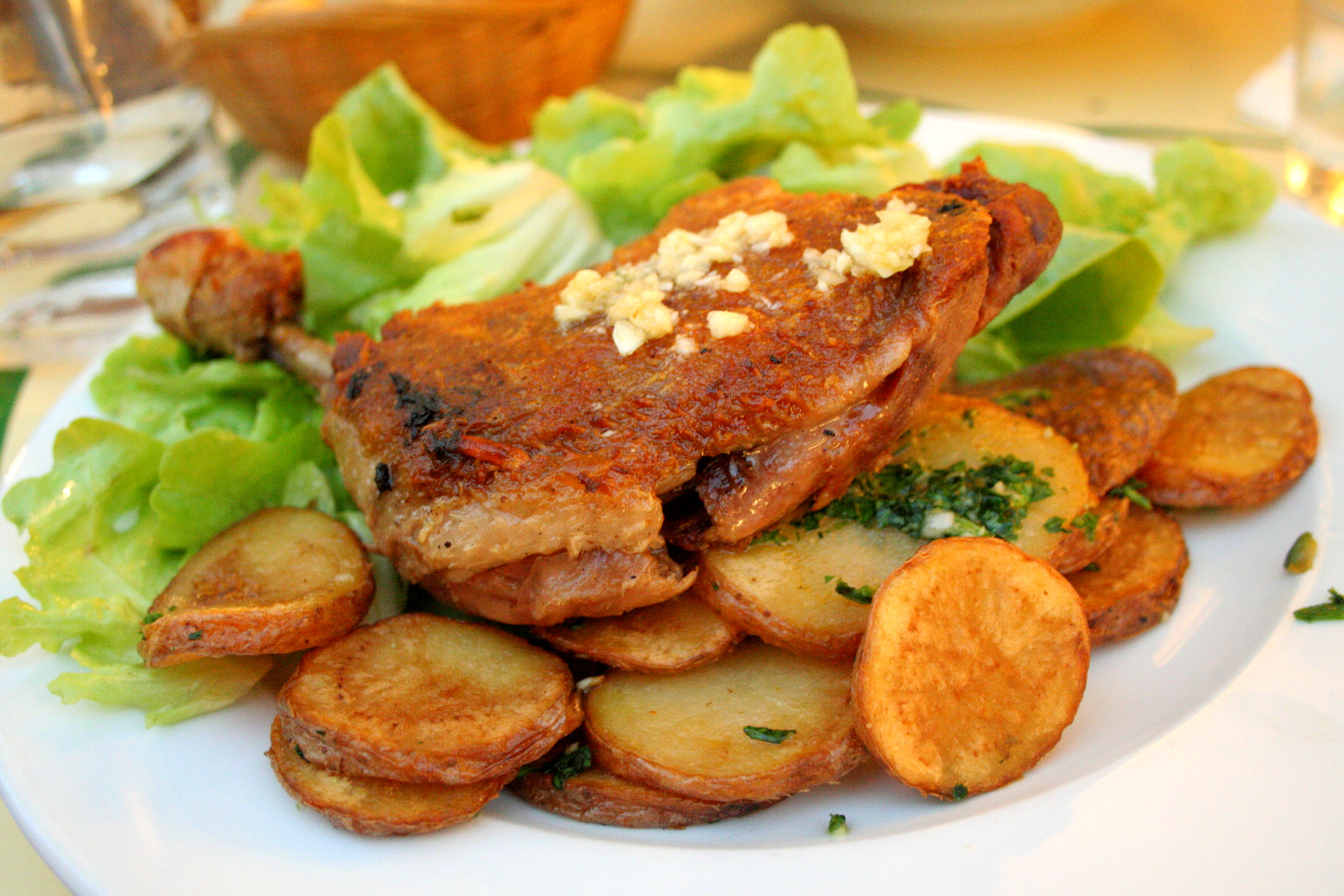

El confit de pato (en francés confit de canard) es un plato francés hecho con la pierna del pato. Aunque se prepara en toda Francia, se considera una especialidad de la Gascuña. El confit se prepara en un proceso de conservación que tiene siglos de antigüedad y consiste en salar un trozo de carne (normalmente de pato, ganso o cerdo) y escalfarla en su propia grasa.
Para preparar un confit, la carne se frota con sal y ajo, se cubre y se enfría por hasta 36 horas. El salado funciona como conservante. Antes de cocer la carne, se limpia de la sal y se seca. Se pone en un recipiente lo suficientemente hondo como para contener la carne y la grasa derretida, y se mete en el horno a baja temperatura (76–135 °C). La carne se escalfa al menos hasta que está cocida, o hasta que se vuelve tierna, desde 90 minutos hasta 10 horas.
Entonces se retiran la carne y la grasa del horno y se dejan enfriar. Luego se traslada la carne a un tarro u otro recipiente y se sumerge completamente en la grasa. Un tarro sellado de confit de pato puede conservarse en el frigorífico hasta seis meses. Para maximizar el periodo de conservación, la grasa debe cubrir la carne al menos un par de centímetros. La grasa cocinada funciona como precinto y como conservante, dando además un sabor intenso. Debe señalarse que obviar la etapa de salazón reduce enormemente el periodo de conservación del confit.
El confit también se vende enlatado, pudiendo conservarse durante varios años. La grasa del confit también puede usarse de muchas otras formas, como saltear verdura (por ejemplo judías verdes y ajo, o setas silvestres o cultivadas), tostadas saladas, huevos revueltos o tortillas, y como aditivo en la pasta quebrada para tartas y quiches.
Una receta clásica es freír o asar la pierna en un poco de la grasa hasta que esté dorada y crujiente, y usar más grasa para asar algunas patatas y ajo como guarnición. Las patatas asadas en grasa de pato para acompañar el confit se llaman pommes de terre à la sarladaise. Otro acompañamiento es la col lombarda estofada con manzana y vino tinto (apfelrotkohl).